# Выступление В. И. Ленина на митинге рабочих Путиловского завода в мае 1917 года
Выступление В. И. Ленина на митинге рабочих Путиловского завода в мае 1917 года — картина Исаака Бродского, написанная им в 1929 году.

## Ленинская тема
Одной из главных тем в советской живописи с первых лет революции стала ленинская тема. Она органично связана с историко-революционной картиной и часто составляет её основу, ибо обращение к миру больших социальных проблем, к решающим моментам новой революционной истории немыслимо было без глубокого осмысления роли В. И. Ленина — вождя революции, создателя и руководителя первого в мире социалистического государства. Образ В. И. Ленина привлекает много живописцев, графиков и скульпторов.
В 1920 годы Исаак Бродский создал большое число портретов В. И. Ленина и многофигурных картин на ленинскую тему.
Исаак Израилевич Бродский вспоминал:

Я не раз слушал выступления Владимира Ильича с балкона дворца Кшесинской, но вблизи впервые мне удалось увидеть его в 1919 году в Петрограде в Народном доме на митинге….

## Описание картины
Очень плодотворной работой была работа Бродского над полотном «Выступление В. И. Ленина на митинге рабочих Путиловского завода в мае 1917 года» (1929). Здесь художник уже широко решал тему неразрывной связи В. И. Ленина с народом. Бродскому И. И. удалось передать атмосферу всеобщего воодушевления, вызванного появлением Владимира Ильича среди рабочих и его проникновенными словами. Фигура В. И. Ленина, хотя композиционно расположенная и в глубине картины, является её смысловым центром. В образе вождя как бы концентрируется воля и энергия народа, который плотной стеной окружил трибуну. Стремясь с возможной документальной точностью и исторической правдой воссоздать событие, Исаак Бродский досконально изучил окружающий пейзаж, делал зарисовки с рабочих, интересовался даже, какая была погода в день выступления В. И. Ленина. Всё это придаёт картине большую жизненную достоверность и убедительность.